# Maximilian Dasio
Maximilian Dasio, född 28 februari 1865, död 17 augusti 1954, var en tysk konstnär.
Dasio framträdde med flera serier av teckningar och utförde en mängd medaljer, men arbetade även som designer i München inom konstindustrin.